# Limnephilus griseus
Limnephilus griseus är en nattsländeart som först beskrevs av Carl von Linné 1758.  Limnephilus griseus ingår i släktet Limnephilus, och familjen husmasknattsländor. Arten är reproducerande i Sverige.
Limnephilus griseus är en nattslända som lever sina fem larvstadier och som puppa framför allt i temporära vatten. Med hjälp av ljusfällor har Svensson sett att hanar oftast kläcker före honor, och att det sker i juni, då också första parningsperioden infaller. 

## Underarter
Arten delas in i följande underarter:
- L. g. selene
- L. g. senex
- L. g. taeniatus